# Baza lotnicza Owda
Baza Lotnicza Owda – taktyczna wojskowa baza Sił Powietrznych Izraela położona w odległości około 60 km na północ od miasta Ejlat, w południowej części pustyni Negew w Izraelu.
Leży w rozległej dolinie Nahal Karots na wysokości 445 metrów n.p.m., w otoczeniu kibuców Ne’ot Semadar, Newe Charif, Ketura, Gerofit, Jotwata i Samar, oraz wioski Szacharut. Na południowy zachód od bazy znajduje się baza wojskowa Sił Obronnych Izraela Sayarim oraz rozległy poligon wojsk pancernych, na zachód są tajne podziemne instalacje wojskowe, a na północy znajduje się wojskowa szkoła inżynieryjna oraz kolejna baza wojskowa.

## Historia
Po wycofaniu się izraelskich wojsk z półwyspu Synaj rząd Stanów Zjednoczonych udzielił pomocy finansowej i technicznej przy budowie nowych baz izraelskich sił powietrznych. Miało to być odszkodowanie dla Izraela za utracone rozbudowane bazy wojskowe na Synaju. W ten sposób w 1980 rozpoczęto budowę bazy lotniczej Owda, która była rekompensatą za oddanie Egipcjanom bazy lotniczej Etzion AB. Prace budowlane przeprowadziła amerykańska firma budowlana Perini Building Company przy wsparciu Korpusu Inżynieryjnego Armii Stanów Zjednoczonych. W pracach budowlanych uczestniczyło 4,5 tys. osób. Wybudowano podziemne schrony dla samolotów, pasy startowe i drogi do kołowania, kanały ściekowe i wodociągi, systemy elektryczne i łączności, kompleks mieszkaniowy oraz drogi dojazdowe. Oficjalna uroczystość otwarcia bazy odbyła się w 1981.
W 1982 rozpoczęto wykorzystywać lotnisko do celów cywilnych, a w 1988 podjęto decyzję o otwarciu Międzynarodowego Portu Lotniczego Owda, który obsługuje ruch turystyczny pobliskiego miasta Ejlat. Obszar cywilny wyznaczono przy krótszym pasie startowym, którego długość umożliwia lądowanie dużych samolotów pasażerskich Boeing 747.
19 września 1995 w bazie wylądował porwany irański samolot pasażerski Boeing 707 linii lotniczych Kish Air. Na pokładzie znajdowało się 177 pasażerów. Po godzinie negocjacji porywacz poddał się. Porywaczem okazał się steward Rid Garari, który poprosił o azyl polityczny w Stanach Zjednoczonych. Nikt nie został ranny.

## Infrastruktura
Baza posiada dwa pasy startowe o długości 3000 i 2600 metrów. Pomiędzy nimi wytyczono drogi do kołowania oraz podziemne schrony dla samolotów. W środkowej części bazy jest zlokalizowane lądowisko dla helikopterów.
We wschodniej części bazy wybudowano kompleks budynków mieszkalnych dla personelu bazy. Tam też jest główna brama wjazdowa na teren bazy wojskowej.

## Eskadry
W bazie stacjonuje eskadra:
- 115 Eskadra („Latający Smok”) – samoloty wielozadaniowe F-16I Sufa.

## Komunikacja
Z bazy wyjeżdża się w kierunku północnym i lokalną drogą dojeżdża się do drogi ekspresowej nr 12  (Ne’ot Semadar-Ejlat).